# Shelton Joseph Fabre
Shelton Joseph Fabre (New Roads, 25 ottobre 1963) è un arcivescovo cattolico statunitense, dall'8 febbraio 2022 arcivescovo metropolita di Louisville.

## Biografia
Shelton Joseph Fabre è nato a New Roads, in Louisiana, il 25 ottobre 1963 ed è il quinto di sei figli.

### Formazione e ministero sacerdotale
Ha frequentato le scuole primarie e secondarie nel suo paese natale e nel 1981 si è diplomato come valedictorian alla Catholic High School of Pointe Coupee. Nel 1985 ha conseguito il Bachelor of Arts in storia presso il Saint Joseph Seminary College a Saint Benedict. Lo stesso anno è stato inviato in Lovanio per studi. Ha preso residenza nel Collegio americano dell'Immacolata Concezione e ha studiato studi religiosi alla Katholieke Universiteit Leuven. Nel 1987 ha conseguito il Bachelor of Arts e nel 1989 il Master of Arts.
Il 10 dicembre 1988 è stato ordinato diacono nella chiesa di San Giovanni Battista a Lovanio da monsignor Peter Leo Gerety, arcivescovo emerito di Newark. Il 5 agosto 1989 è stato ordinato presbitero per la diocesi di Baton Rouge nella cattedrale diocesana da monsignor Stanley Joseph Ott. In seguito è stato vicario parrocchiale della parrocchia di Sant'Alfonso Maria de' Liguori a Greenwell Springs dal 1989 al 1992; direttore dell'ufficio per la pastorale dei cattolici afro-americani dal 1991 al 2004; vicario parrocchiale della parrocchia di San Giorgio a Baton Rouge dal 1992 al 1994; cappellano del Penitenziario di Stato della Louisiana a West Feliciana dall'agosto al dicembre del 1994; vicario parrocchiale della parrocchia di Sant'Isidoro l'Agricoltore a Baker dal 1994 al 1995; vicario parrocchiale della parrocchia della cattedrale di San Giuseppe a Baton Rouge dal luglio del 1995 al gennaio del 1996; parroco delle parrocchie di San Giuseppe a Grosse Tete e del Cuore Immacolato di Maria a Maringouin dal 1996 al 2004; difensore del vincolo preso il tribunale ecclesiastico di Baton Rouge dal 1997 al 2006; decano del decanato Nord-Ovest dal 2002 al 2003 e parroco della parrocchia del Sacro Cuore di Gesù a Baton Rouge dal luglio del 2004 al febbraio del 2007.
È stato anche membro del consiglio presbiterale dal 1996 al 2004; del collegio dei consultori dal 1999 al 2004; del consiglio scolastico diocesano dal 1999 al 2005 e del consiglio del personale clericale dal 2000 al 2007; del consiglio della Greater Baton Rouge Food Bank dal 2001 al 2004 e del comitato consultivo di Catholic Community Services dal 2004 al 2007 e presidente del comitato per la pianificazione della pastorale dal 2003 al 2007.

### Ministero episcopale
Il 13 dicembre 2006 papa Benedetto XVI lo ha nominato vescovo ausiliare di New Orleans e titolare di Pudenziana. Ha ricevuto l'ordinazione episcopale il 28 febbraio successivo nella basilica cattedrale di San Luigi re di Francia a New Orleans dall'arcivescovo metropolita di New Orleans Alfred Clifton Hughes, co-consacranti il vescovo di Baton Rouge Robert William Muench e quello di Pensacola-Tallahassee John Huston Ricard.
È membro dell'Ordine equestre del Santo Sepolcro di Gerusalemme dal 2005 e membro di quarto grado dei Cavalieri di Pietro Claver e dei Cavalieri di Colombo.
Nel 2006 ha ricevuto l'FBI Baton Rouge Citizens Academy Graduate.
Ha prestato servizio come vicario generale dal febbraio del 2007 al marzo del 2009; parroco della parrocchia di Nostra Signora del Rosario a New Orleans dal febbraio del 2007 al marzo del 2009 e moderatore della curia dal marzo del 2009 all'ottobre del 2013.
Il 23 settembre 2013 papa Francesco lo ha nominato vescovo di Houma-Thibodaux. Ha preso possesso della diocesi il 30 ottobre successivo con una cerimonia nella cattedrale di San Francesco di Sales a Houma.
Nel gennaio del 2012 e nel dicembre del 2019 ha compiuto la visita ad limina.
In seno alla Conferenza dei vescovi cattolici degli Stati Uniti è membro del comitato per la diversità culturale e presidente del sottocomitato per i cattolici afro-americani dal giugno del 2013. In precedenza è stato membro del comitato per il Collegio americano dell'Immacolata Concezione a Lovanio dal 2007 al 2011 e membro del sottocomitato per i cattolici afro-americani dal 2010 al 2013.
Il 4 maggio 2018 il cardinale Daniel DiNardo, presidente della Conferenza dei vescovi cattolici degli Stati Uniti, ha annunciato che monsignor Fabre sarebbe succeduto al vescovo di Youngstown George Vance Murry come presidente del comitato ad-hoc contro il razzismo. Il 6 novembre 2018, Fabre ha pubblicato la lettera pastorale "Open wide our hearts, the enduring call to love". In essa ha affrontato gli attuali problemi del razzismo che gli Stati Uniti devono affrontare e ha chiesto una risposta da parte dei cattolici.
Sulla scia della morte di George Floyd, avvenuta nel sobborgo di Powderhorn, Minneapolis, Michigan, il 25 maggio 2020, monsignor Fabre insieme all'arcivescovo di Filadelfia Nelson Jesus Perez, presidente del comitato per la diversità culturale nella Chiesa; all'arcivescovo di Oklahoma City Paul Stagg Coakley, presidente della commissione per la giustizia interna e lo sviluppo umano; all'arcivescovo di Kansas City Joseph Fred Naumann, presidente della commissione per le attività pro-life; al vescovo di Scranton Joseph Charles Bambera, presidente del comitato per gli affari ecumenici e interreligiosi; al vescovo ausiliare di Los Angeles David Gerard O'Connell, presidente della sottocommissione per la campagna cattolica per lo sviluppo umano; e al vescovo ausiliare di Chicago Joseph Nathaniel Perry, presidente della sottocommissione per gli affari afroamericani, ha rilasciato una dichiarazione. Essa pone un'enfasi speciale sulla solennità della Pentecoste e la chiamata a "[...] pregare e lavorare per una nuova effusione dello Spirito Santo. Preghiamo per un desiderio soprannaturale di liberarci del danno causato dalla parzialità e dai pregiudizi. Invitiamo i cattolici a pregare lo Spirito Santo perché lo Spirito della Verità tocchi i cuori di tutti negli Stati Uniti e scendere sui nostri sistemi di giustizia penale e di applicazione della legge. Infine, lasci che ogni cattolico, indipendentemente dalla sua etnia, implori Dio di guarire la nostra visione profondamente guasta di ciascun altro, così come la nostra società profondamente distrutta".
L'8 febbraio 2022 papa Francesco lo ha nominato arcivescovo metropolita di Louisville. Ha preso possesso dell'arcidiocesi il 30 marzo successivo.
Dal 27 giugno 2023 al 26 luglio 2024 è stato amministratore apostolico di Knoxville.

## Genealogia episcopale e successione apostolica
La genealogia episcopale è:
- Cardinale Scipione Rebiba
- Cardinale Giulio Antonio Santori
- Cardinale Girolamo Bernerio, O.P.
- Arcivescovo Galeazzo Sanvitale
- Cardinale Ludovico Ludovisi
- Cardinale Luigi Caetani
- Cardinale Ulderico Carpegna
- Cardinale Paluzzo Paluzzi Altieri degli Albertoni
- Papa Benedetto XIII
- Papa Benedetto XIV
- Papa Clemente XIII
- Cardinale Bernardino Giraud
- Cardinale Alessandro Mattei
- Cardinale Pietro Francesco Galleffi
- Cardinale Giacomo Filippo Fransoni
- Cardinale Carlo Sacconi
- Cardinale Edward Henry Howard
- Cardinale Mariano Rampolla del Tindaro
- Cardinale Rafael Merry del Val
- Cardinale Giovanni Vincenzo Bonzano
- Arcivescovo John Gregory Murray
- Vescovo James Louis Connolly
- Cardinale Humberto Sousa Medeiros
- Arcivescovo Alfred Clifton Hughes
- Arcivescovo Shelton Joseph Fabre

La successione apostolica è:
- Vescovo James Mark Beckman (2024)